# Dick Crealy
Dick Crealy fue un jugador australiano de tenis, mayormente recordado por haber alcanzado la final del Abierto de Australia de 1970 y por haber ganado dos títulos de Grand Slam en la modalidad de dobles.

## Biografía
Nació en 1944 y en 1968 logró su primer título grande al ganar el Abierto de Australia junto a su compatriota Allan Stone en la modalidad de dobles. También se adjudicó ese año en la modalidad de dobles mixtos junto a Billie Jean King.
En 1970 llegó a la final de individuales del mismo torneo donde perdió ante el estadounidense Arthur Ashe en tres sets.
En 1974 logró un segundo Grand Slam en dobles, junto al neozelandés Onny Parun, al vencer en el Abierto de Francia.
En 1975 alcanzó por segunda vez la semifinal del Abierto de Australia en individuales, aunque esta vez perdió en su partido ante Jimmy Connors. Fuera del Abierto de su país, su mejor participación en un Grand Slam fue en Roland Garros en 1970 donde alcanzó los octavos de final.
En 1970 su condición de amateur le permitió participar en Copa Davis. Jugó un partido de dobles y 5 de individuales en el año y Australia perdió ante India por 3-1 en la final de la zona este.
En la Era Abierta consiguió 2 títulos oficiales.

## Torneos de Grand Slam (3; 0+2+1)

### Individuales

#### Finalista (1)
| Año  | Torneo               | Oponente en la final | Resultado   |
| ---- | -------------------- | -------------------- | ----------- |
| 1970 | Abierto de Australia | Arthur Ashe          | 4-6 7-9 2-6 |

### Dobles (2)

#### Títulos
| Año  | Torneo               | Pareja      | Oponentes en la final    | Resultado           |
| ---- | -------------------- | ----------- | ------------------------ | ------------------- |
| 1968 | Abierto de Australia | Allan Stone | Terry Addison Ray Keldie | 10-8 6-4 6-3        |
| 1974 | Roland Garros        | Onny Parun  | Robert Lutz Stan Smith   | 6-3 6-2 3-6 5-7 6-1 |

### Dobles mixtos (1)

#### Títulos
| Año  | Torneo               | Pareja           | Oponentes en la final             | Resultado |
| ---- | -------------------- | ---------------- | --------------------------------- | --------- |
| 1968 | Abierto de Australia | Billie Jean King | Margareth Smith Court Allan Stone | Walkover  |

## Torneos ATP (8)

### Individuales (2)

#### Títulos
| Grand Slam (0)         |
| Tennis Masters Cup (0) |
| ATP Tour (2)           |

| N.º | Fecha               | Torneo | Superficie    | Oponente en la final | Resultado   |
| --- | ------------------- | ------ | ------------- | -------------------- | ----------- |
| 1.  | 11 de julio de 1970 | Båstad | Tierra batida | Georges Goven        | 6-3 6-1 6-1 |
| 2.  | 28 de marzo de 1975 | Niza   | Tierra batida | Iván Molina          | 7-6 6-4 6-3 |

#### Finalista (2)
| Grand Slam (1)         |
| Tennis Masters Cup (0) |
| ATP Tour (1)           |

| N.º | Fecha | Torneo               | Superficie    | Oponente en la final | Resultado   |
| --- | ----- | -------------------- | ------------- | -------------------- | ----------- |
| 1.  | 1970  | Abierto de Australia | Hierba        | Arthur Ashe          | 4-6 7-9 2-6 |
| 2.  | 1972  | Kitzbühel            | Tierra batida | Colin Dibley         | 6-1 6-3 6-4 |